# Кевін Дюранд
Кевін Серж Дюранд (англ. Kevin Serge Durand, нар. 14 січня 1974, Тандер-Бей) — канадський актор кіно і телебачення, відомий завдяки таким фільмам, як «Широко крокуючи», «Реальні кабани», «Люди Ікс: Початок. Росомаха», «Козирні тузи», «Легіон», «Я номер чотири», «Реальна сталь» а також за серіалами «Загублені» і «Штам».

## Біографія
Кевін Дюранд народився 14 січня 1974 року в Онтаріо, Канада. Кевін закінчив середню школу Святого Ігнатія в Тандер-Бей. Він чудово розмовляє англійською і французькою мовою, але більше воліє говорити французькою.

### 1990-ті
Кевін Дюранд почав свою акторську кар'єру в 1994 році. Він грає гострохаризматичні, як правило, негативні ролі: злочинців, найманців і різних головорізів. У 1999 році зіграв представника Гоа'улдов  Зіпакну  в телесеріалі «Зоряна брама: SG-1», в цьому ж році з'явився у фільмі «Остін Паверс: Шпигун, який мене звабив».

### 2000-ті
У 2000-х роках виконав безліч ролей в різних телесеріалах, серед них: «Швидка допомога», «За межею можливого», «Андромеда», «Темний ангел», «Мертві, як я», «CSI: Місце злочину», «Кайл XY», «C.S.I.: Місце злочину Маямі». Кевіна все частіше стали запрошувати зніматися не тільки в телесеріалах, але і в художніх фільмах. В 2004 рік у він знявся у фільмах «Ефект метелика» і «Широко крокуючи».
У 2008 році виконав роль жорстокого найманця Мартіна Кімі в серіалі «Загублені». Його персонаж вперше з'явився в четвертому сезоні і вибув в ньому ж. Після відходу з серіалу, Дюранд ще раз був запрошений в нього на два епізоди.
У 2009 році виконав роль Фреда Дюкса у фільмі «Люди Ікс: Початок. Росомаха ».
У 2010 році він з'явився у фільмах «Легіон» і «Робін Гуд».

### 2010-ті
У 2011 році на екрани вийшли відразу два фільми за участю Дюранда - «Я номер чотири» і «Реальна сталь». У 2012 році вийшли фільми «Космополіс» і «Оселя зла: Відплата», в яких актор виконав провідні ролі. В даний час знімається в серіалах «Штам» та «Вікінги».

## Особисте життя
З 1 жовтня 2010 Кевін одружений з Сандрою Чо. Мають доньку Амелі Мун Дюранд (нар. 30.08.2015).

## Фільмографія

### Кінофільми
| Рік  |   | Українська назва                       | Оригінальна назва                     | Роль                  |
| ---- | - | -------------------------------------- | ------------------------------------- | --------------------- |
| 1999 | ф | Остін Паверс: Шпигун, який мене звабив | Austin Powers: The Spy Who Shagged Me | вбивця                |
| 1999 | ф | Таємниця Аляски                        | Mystery, Alaska                       | «Tree» Лейн           |
| 2002 | ф | К-9 III: Приватні детективи            | K-9: P.I.                             | агент Вернер          |
| 2004 | ф | Ефект метелика                         | Butterfly Effect                      | Карлос                |
| 2004 | ф | Скубі-Ду 2: Монстри на волі            | Scooby-Doo 2: Monsters Unleashed      | привид Чорного Лицаря |
| 2004 | ф | Широко крокуючи                        | Walking Tall                          | Бут                   |
| 2006 | ф | Дім великої матусі 2                   | Big Momma's House 2                   | Ошима                 |
| 2006 | ф | Козирні тузи                           | Smokin 'Aces                          | Дживс Тремор          |
| 2006 | ф | 12 годин, щоб жити                     | 12 Hours to Live                      | Джон Карл Лоуман      |
| 2007 | ф | Реальні кабани                         | Wild Hogs                             | Ред                   |
| 2007 | ф | Хто твоя мавпочка?                     | Who's Your Monkey?                    | Рід                   |
| 2007 | ф | Потяг до Юми                           | 3: 10 to Yuma                         | Такер                 |
| 2008 | ф | Луна                                   | The Echo                              | Уолтер                |
| 2009 | ф | Люди Ікс: Початок. Росомаха            | X-Men Origins: Wolverine              | Фред Дж. Дьюкс/Пузир  |
| 2010 | ф | Легіон                                 | Legion                                | Архангел Гавриїл      |
| 2010 | ф | Робін Гуд                              | Robin Hood                            | Малюк Джон            |
| 2011 | ф | Я номер чотири                         | I Am Number Four                      | командир могадоріанов |
| 2011 | ф | Реальна сталь                          | Real Steel                            | Ріки                  |
| 2011 | ф | Громадянин гангстер                    | Citizen Gangster                      | Ленні Джексон         |
| 2012 | ф | Космополіс                             | Cosmopolis                            | Торвал                |
| 2012 | ф | Оселя зла: Відплата                    | Resident Evil: Retribution            | Баррі Бертон          |
| 2012 | ф | Темна правда                           | The Truth                             | Торранс Машінтер      |
| 2013 | ф | Станція «Фрутвейл»                     | Fruitvale Station                     | офіцер Карузо         |
| 2013 | ф | Вузол диявола                          | Devil's Knot                          | Джон Марк Байєрс      |
| 2013 | ф | Знаряддя смерті: Місто кісток          | The Mortal Instruments: City of Bones | Еміль Пангборн        |
| 2014 | ф | Зимова фантазія                        | Winter's Tale                         | Цезар Тан             |
| 2014 | ф | Полонянка                              | The Captive                           | Міка                  |
| 2014 | ф | Ной                                    | Noah                                  | Раміл                 |
| 2014 | ф | Ніч була темна                         | Dark Was the Night                    | шериф Пол Шилдс       |
| 2014 | ф | Останній друїд: Війни Гарма            | Garm Wars: The Last Druid             | Скеліг-58             |
| 2017 | ф | Вбити за лайк                          | Tragedy Girls                         | Лоуелл Орсон Леманн   |
| 2019 | ф | Звіряча лють                           | Primal                                | Річард Лоффлера       |
| 2021 | ф | Золото острова Ґардіан                 | Dangerous                             | Коул                  |
| 2024 | ф | Ебіґейл                                | Abigail                               | Пітер                 |
| 2024 | ф | Планета мавп: Королівство              | Kingdom of the Planet of the Apes     | Проксімус Цезар       |
| 2025 | ф | Клоун Френдо                           | Clown in a Cornfield                  | Артур Хілл            |
| 2025 | ф | Голий пістолет                         | The Naked Gun                         | Сіг Ґустафсон         |
| 2026 | ф | Гра в хованки 2                        | Ready or Not: Here I Come             |                       |

### Телебачення
| Рік       |    | Українська назва               | Оригінальна назва                      | Роль                                |
| --------- | -- | ------------------------------ | -------------------------------------- | ----------------------------------- |
| 1997      | с  |                                | Exhibit A: Secrets of Forensic Science | Джон Грір (S1-E8)                   |
| 2000      | с  | За межею можливого             | The Outer Limits                       | Алан (S6-E3)                        |
| 2000      | с  | Швидка допомога                | ER                                     | містер Муні (S7-E3)                 |
| 2000—2002 | с  | Зоряна брама: SG-1             | Stargate SG-1                          | Зіпакна (3 епізоди)                 |
| 2001—2005 | с  | Андромеда                      | Andromeda                              | Елізіан / VX (3 епізоди)            |
| 2001—2002 | с  | Темний ангел                   | Dark Angel                             | Джошуа (15 епізодів)                |
| 2002      | с  | Викрадений                     | Taken                                  | бездомний в потязі (S1-E2)          |
| 2003      | с  | Тарзан                         | Tarzan                                 | Ґреґорі Кріл / Тревор Відон (S1-E1) |
| 2003      | с  | Мертві, як я                   | Dead Like Me                           | Чак (S1-E9)                         |
| 2004      | с  | Дотик зла                      | Touching Evil                          | агент Джей Суопс (12 епізодів)      |
| 2005      | с  | Поріг                          | Threshold                              | член екіпажу Зоннтаґ (2 епізоди)    |
| 2005      | с  | Колекціонер людських душ       | The Collector                          | водій автобуса (S2-E9)              |
| 2005      | с  | CSI: Місце злочину             | CSI: Crime Scene Investigation         | Коннор Дейлі (S6-E10)               |
| 2006      | с  | Кайл XY                        | Kyle XY                                | поліцейський (S1-E1)                |
| 2006      | с  | Мертва зона                    | The Dead Zone                          | Кебот (S5-E3)                       |
| 2006      | с  | Без сліду                      | Without a Trace                        | Тревіс Холт (S5-E5)                 |
| 2007      | с  | CSI: Маямі                     | CSI: Miami                             | Майк Ньюберрі (S6-E1)               |
| 2007      | с  | Акула                          | Shark                                  | Рік Каррісо (S2-E6)                 |
| 2008—2010 | с  | Загублені                      | Lost                                   | Мартін Кімі (11 епізодів)           |
| 2010      | мс | Американський тато!            | American Dad!                          | ЦРУ-шник (S5-E18)                   |
| 2012      | с  | Справа Дойлів                  | Republic of Doyle                      | Донні Сквайерз (S3-E1)              |
| 2014—2017 | с  | Штам                           | The Strain                             | Василь Фет (1-4 сезони)             |
| 2015—2016 | с  | Вікінги                        | Vikings                                | Харбард (6 епізодів)                |
| 2017      | с  | Методом проб та помилок        | Trial & Error                          | Рутгер Хісс (4 епізоди)             |
| 2017—2018 | мс | Вольтрон: Легендарний захисник | Voltron: Legendary Defender            | Король Заркон, Мар (5 епізодів)     |
| 2018      | с  | Гравці                         | Ballers                                | Вернер Томпсон (6 епізодів)         |
| 2019      | с  | Болотяна істота                | Swamp Thing                            | Джейсон Вудроу (10 епізодів)        |
| 2019      | с  | Вбивці Ву                      | Wu Assassins                           | Джеймс Бакстер / Earth Wu (S1-E7)   |
| 2021—2023 | с  | Замок і ключ                   | Locke & Key                            | Фредерік Гідеон (2-3 сезони)        |
| 2022—2023 | мс | Пантеон                        | Pantheon                               | Анссі (1-2 сезони)                  |

## Нагороди та номінації
| рік  | нагорода   | Категорія                                         | Робота           | Результат |
| ---- | ---------- | ------------------------------------------------- | ---------------- | --------- |
| 2005 | Leo Awards | Dramatic Series: Best Guest Performance by a Male | Колекціонер      | Номінація |
| 2009 | Сатурн     | Краща гостьова роль в телесеріалі                 | Загублені        | Номінація |
| 2012 | Джині      | Кращий актор другого плану                        | Citizen Gangster | Номінація |